# Parque de Élisa Borey
El parque de Élisa Borey (Square Élisa-Borey en francés) es un parque ajardinado del XX Distrito de París.

## Descripción
Creado en 1973, el parque se extiende sobre 2850 m². Su nombre está dedicado a la memoria de Élisa Borey, la antigua propietaria del terreno que lo donó a la ciudad de París.

## Situación
Tiene accesos desde la calle de Élisa Borey
Se localiza en las coordenadas: 48°51′59″N 2°23′24″E / 48.86639, 2.39000
 -  Línea 3 y  Línea 3bis - Gambetta